# Sun-Air of Scandinavia
Sun Air of Scandinavia är ett flygbolag baserat i Billund, Danmark. Det är ett regionalt flygbolag som bedriver flygtrafik i ett franchise-avtal med British Airways, därav bär bl.a. planen British Airways färger. Bolaget bedriver även charterflygningar under namnet Joinjet. Dess huvudsakliga bas är Billunds flygplats i Danmark.

## Historia
Flygbolaget grundades och startade sin verksamhet år 1978. I början bedrev bolaget endast taxi- och chartertrafik, men utvecklades till ett regionalt flygbolag år 1987. 1996 skrev bolaget ett franchise-avtal med British Airways, vilket innebär att man flyger med British Airways koncept. Bolaget blev då också medlem i oneworld-alliansen. Flygbolaget är helägt av Niels Sundberg och har 175 anställda. Sedan 2017 är  Kristoffer Sundberg VD.

## Flotta[2]
Bolaget har för närvarande (2021) 15 plan av typen Dornier 328JET
| Typ               | Antal | Passagerare | Anmärkningar                   |
| ----------------- | ----- | ----------- | ------------------------------ |
| Jetstream 31      | (2)   | 18          | avyttrade till British Airways |
| Jetstream BAe ATP | (3)   | 18          | avyttrade till British Airways |
| Dornier 328JET    | 15    | 32          |                                |
| Dornier 328-100   | (10)  | 32          | avyttrade till British Airways |